# Aphrodisium
Aphrodisium är ett släkte av skalbaggar. Aphrodisium ingår i familjen långhorningar.

## Bildgalleri

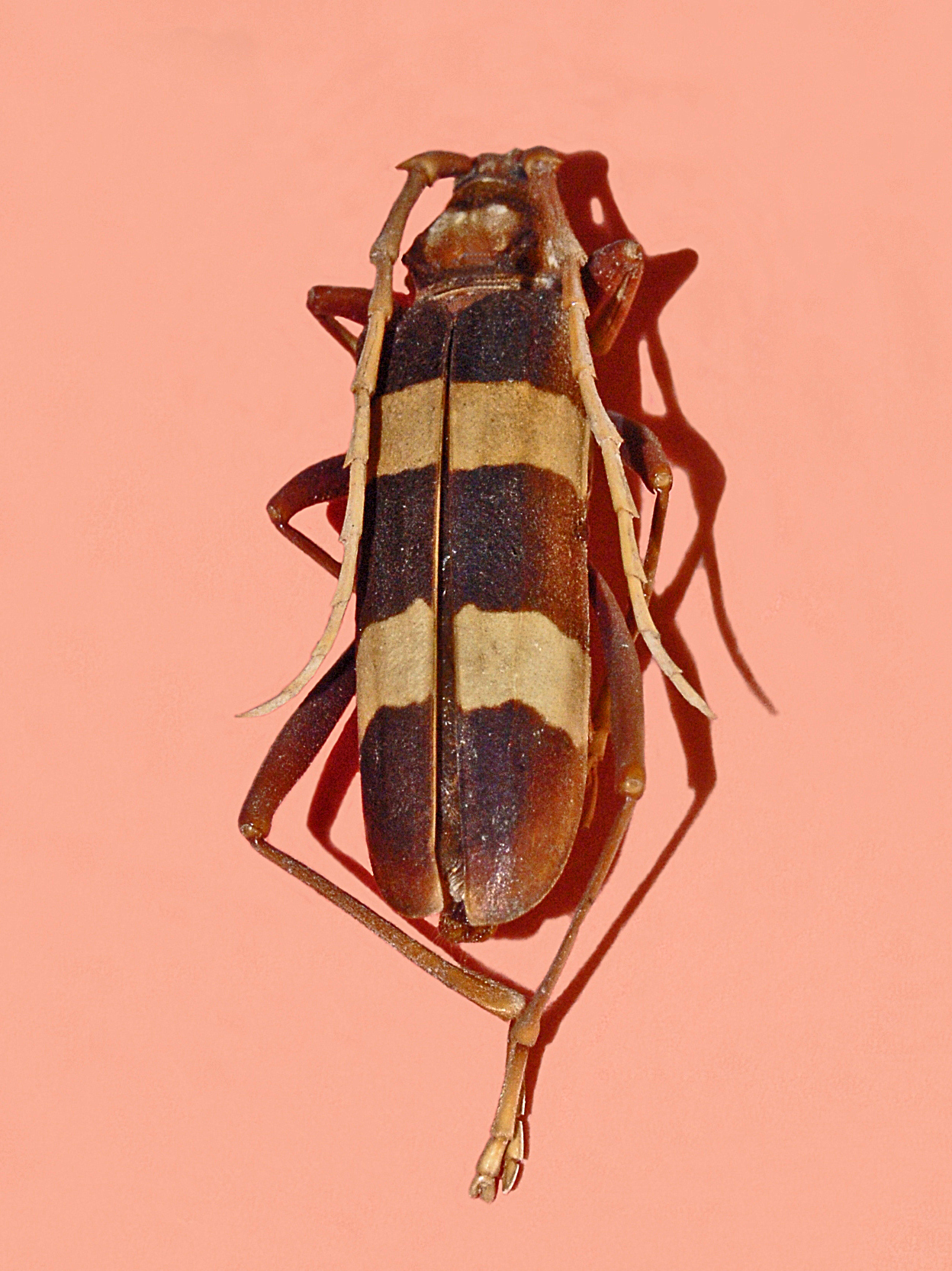

## Dottertaxa tillAphrodisium, i alfabetisk ordning[1]
- Aphrodisium albardae
- Aphrodisium attenuatum
- Aphrodisium basifemoralis
- Aphrodisium cantori
- Aphrodisium convexicolle
- Aphrodisium crassum
- Aphrodisium cribricolle
- Aphrodisium delatouchii
- Aphrodisium distinctipes
- Aphrodisium faldermannii
- Aphrodisium gibbicolle
- Aphrodisium gregoryi
- Aphrodisium griffithii
- Aphrodisium hardwickianum
- Aphrodisium inexpectatum
- Aphrodisium insularis
- Aphrodisium laosense
- Aphrodisium luzonicum
- Aphrodisium metallicollis
- Aphrodisium mulleri
- Aphrodisium neoxenum
- Aphrodisium niisatoi
- Aphrodisium panayarum
- Aphrodisium planicolle
- Aphrodisium robustum
- Aphrodisium rufofemoratum
- Aphrodisium sauteri
- Aphrodisium saxosicolle
- Aphrodisium schwarzeri
- Aphrodisium semignitum
- Aphrodisium semipurpureum
- Aphrodisium strandi
- Aphrodisium subplicatum
- Aphrodisium thibetanum
- Aphrodisium tonkineum
- Aphrodisium vermiculosum
- Aphrodisium viridescens